# بخش مدورائی
بخش مدورائی (به انگلیسی: Madurai district) یک بخش در هند است که در تامیل نادو واقع شده‌است. بخش مدورائی ۳٬۷۴۱٫۷۳ کیلومتر مربع مساحت و ۳٬۰۳۸٬۲۵۲ نفر جمعیت دارد.